# El más querido
El más Querido es una miniserie novelada original de la cadena Ecuavisa en la que se cuenta la historia del artista ecuatoriano Gerardo Morán. Fue estrenada el 21 de junio del 2016. 
Protagonizada por Santiago Carpio, Estela Redondo y Ana Lucía Silva, con la actuación antagónica de Erika Vélez y las actuaciones estelares de Mao House, Israel Maldonado y Giovanna Andrade.

## Sinopsis
Narra la vida personal de Gerardo Morán (Santiago Carpio), un ecuatoriano nacido en la provincia de Bolívar y para quien la guitarra se convirtió en su compañera desde los 8 años de edad y gracias al apoyo de su hermano mayor, sus inseparables amigos y su esposa Eva (Estela Redondo) de quién se enamoró en su juventud, se convertiría en el cantante de música bailable popular más querido del Ecuador gracias a sus temas rocoleros.

## Reparto

### Reparto principal
- Santiago Carpio como Gerardo Morán.[8]
- Estela Redondo como Eva Oviedo de Morán.
- Ana Lucía Silva como Tamara.
- Érika Vélez como Ruth.
- Giovanna Andrade como Teresa.
- Mao House como Bucheli.
- Israel Maldonado como Beto.
- Ernesto Albán Jarrín como Jonás Morán.
- Susana Nicolaide como Manuela.
- Camila Mancero como Kerly Morán.
- Maca Cepero como Jéssica Morán.

### Reparto recurrente
- Pancho Arias como Eduardo Morán.
- Alejandra Coello como Mariana.
- Valentina de Howitt como El Productora de TV.
- Alexandra Guerrero como La Jueza.
- Sebastián Romero como El Maestro Eugenio (Consejero).
- Ovideo González como El Suegro de Gerardo.
- Lorena Robalino como La Prima de Eva.
- Victor Hugo Gallegos como El Tío de Eva.
- Jorge Iglesias como Julio.
- Patty Loor como Doña Carmita.
- Ilonka Vargas como Madre de Ruth.
- Francisco Oña como Gerardo Morán (joven).
- Paúl Lalaleo como Bucheli (joven).
- Joshua Sánchez como Beto (joven).
- Dayanara Peralta como Eva Oviedo (joven).
- Michelle Cordero como Ruth (joven).
- Esteban González como Bucheli (niño).
- Jean Pierre Medina como Gerardo Morán (niño).

### Artistas invitados
- Azucena Aymara
- Arena
- Grace Carrillo
- Hermanos Núñez
- Marlon Júlian

## Emisión internacional
Ecuavisa Internacional
 Ecuavisa Internacional
 Ecuavisa Internacional
 Ecuavisa Internacional